# Michael Ende
Michael Andreas Helmut Ende (Garmisch-Partenkirchen, Baviera, 12 de novembre de 1929 - Stuttgart, 28 d'agost de 1995) fou un escriptor alemany de literatura fantàstica i infantil. Els seus llibres van tenir un gran èxit de vendes i han estat traduïts a més de 40 idiomes. Les seves obres més destacades són les dedicades a Jim Botó, Momo i, sobretot, La Història Interminable, on fa una defensa de la imaginació i el poder de la ficció i de la paraula.

## Biografia
Ende era fill únic del pintor surrealista Edgar Ende (artista que fou censurat pel govern nazi) i Luise Bartholomä, una fisioterapeuta. L'any 1935, amb sis anys, la seva família es trasllada al barri de Schwabing, a Múnic, on hi vivien molts artistes. Créixer en aquest ambient va tenir una influència determinant en la seva obra posterior. Entre 1947 i 1950 estudià interpretació a l'escola d'Otto Falckenburg, a Múnic. Començà a escriure relats infantils i juvenils a principis de la dècada dels 50. Treballà com a actor, guionista d'espectacles de cabaret i com a crític de cinema. Va aconseguir popularitat al seu país amb l'obra "En Jim Botó i en Lluc el Maquinista" (1960) una novel·la fantàstica que li feu merèixer el premi Deutscher Jugendbuchpreis com a millor llibre alemany de l'any per públic infantil. Es casà amb Ingeborg Hoffman, que era cantant. Visqueren els dos a Roma. Ingeborg morí el 1985 a causa d'un càncer. Quatre anys després, Ende es casà per segona vegada amb la japonesa Mariko Sato.

## Cronologia
- 1929: Neix a Garmisch-Partenkirchen, Baviera.

- 1935: Es trasllada a Múnic.

- 1947: Entra a l'escola antroposòfica del filòsof Rudolf Steiner, a Stuttgart. Escriu la seva primera obra de teatre.

- 1948: Entra a l'Escola de Teatre de Cambra, d'Otto Falckenberg, a Múnic. Treballa com a actor professional i crític de cinema.

- 1960: Publica la seva primera obra d'èxit, En Jim Botó i en Lluc el maquinista després d'haver estat rebutjada durant dos anys. Guanya el "Premi de Literatura Infantil d'Alemanya".

- 1964: Es casa, a Roma, amb la cantant Ingeborg Hoffmann.

- 1973: Publica Momo, tot i que amb dificultats, ja que la història és una dura crítica social. L'any 1974 l'obra rep el "Premi de Literatura Adolescent d'Alemanya".

- 1979: Publica La Història Interminable, amb un gran èxit. Rep el "Premi Janusz Korczak".

- 1982: Firma un contracte per a la producció cinematogràfica de La història interminable, sense conèixer tots els detalls del document legal. Quan veu que han canviat la història, vol evitar que consti el seu nom, tot i que no ho aconsegueix. Va mantenir un plet amb els productors, que finalment va perdre l'any 1985.

- 1985: La seva dona Ingeborg mor d'un càncer de pulmó.

- 1989: Es casa amb la japonesa Mariko Sato.

- 1995: Mor a Stuttgart.

## Obres principals

### Jim Botó
En Jim Botó i en Lluc el Maquinista ISBN 978-84-246-8151-7 (Jim Knopf und Lukas der Lokomotivführer, 1960) és la història d'un nen arribat per correu a una petitíssima illa de quatre habitants, amb un rei, un castell i un tren. Davant la necessitat de prescindir del tren per manca d'espai, en Jim Botó i en Lluc el Maquinista fugen i passen per molts indrets fantàstics per tal de rescatar una princesa xinesa de la ciutat dels dracs. La història continua al llibre En Jim Botó i els tretze Salvatges ISBN 978-84-246-8198-2 (Jim Knopf und die Wilde 13, 1962), on en Jim Botó descobreix els seus orígens.

### Momo
Momo (1973) (en alemany conegut com a Momo o pel títol complet de Momo oder Die seltsame Geschichte von den Zeit-Dieben und von dem Kind, das den Menschen die gestohlene Zeit zurückbrachte, o sigui Momo o l'estranya història dels lladres de temps i de la criatura que va tornar el temps robat als homes) explica la història de Momo, una nena que viu enmig d'una plaça i que es converteix en confident de diferents personatges. Un dia, els homes grisos arriben al barri i comencen a fer estalviar temps a la gent, que deixa de viure com abans, ocupats en fer rendir aquest temps en un banc. Momo viu una sèrie d'aventures per arribar als caps d'aquest banc de temps per mirar de tornar a la situació anterior.

### La història interminable
La Història Interminable (Die unendliche Geschichte, 1979) narra la història d'un nen que, d'amagat, llegeix un llibre amb aquest títol. El llibre explica la història de Fantasia, un món a punt de desaparèixer engolit pel No-Res, ja que els humans han perdut la capacitat d'imaginar i somniar. Un jove heroi intenta evitar-ho. Es barregen els dos nivells de ficció (el nen que llegeix i que acaba intervenint en la història i la pròpia història), distingits per dos colors diferents en les edicions del llibre.

## Altres obres
- L'endrapasomnis ISBN 978-84-261-1763-2
- El secret de la Lena ISBN 978-84-7629-682-0
- Lirum Larum Willi Warum
- Tranquil·la Endrapallengües. La tortuga tossuda
- El drac i la papallona
- El Goggolori
- El Mirall en el mirall. Un laberint
- Jojo, història d'un saltimbanqui
- El llibre dels monicacos
- Norberto Nucagorda o el rinoceront despullat
- Filemó l'arrugat
- La parsimònia trànquila i altres contes ISBN 978-84-8435-908-1
- El teatre de les ombres
- La poció del desig ISBN 978-84-7629-384-3
- La sopera i el cullerot ISBN 978-84-7660-804-3
- El llarg camí de la Santa Creu
- La presó de la llibertat
- Els millors contes ISBN 978-84-7660-954-5
- L'osset de peluix i els altres animals ISBN 978-84-474-0655-5
- La llegenda de la lluna plena ISBN 978-84-478-0269-2
- L'escola de màgia i altres contes
- Carpeta d'apunts
- El titella de roba ISBN 978-84-661-0077-9
- El petit titella